# الفتى الشرير (فلم)
الفتى الشرير هو فيلم مصري عرض عام 1989، بطولة نور الشريف ونورا وعلي الحجار ومحمد الدفراوي، وإخراج محمد عبد العزيز، الفيلم مقتبس من الفيلم الأمريكي Scarface

## قصة الفيلم
تدور معركة بين صلاح وأحد الرجال، وتنتهي المعركة بمقتل الرجل، يدخل صلاح السجن لمدة سبع سنوات ويلتقي في السجن بزميله سعيد، وتنشأ بينهما صداقة قوية، يخرج صلاح من السجن، ولا يجد عملا، يضطر للإتجار في العملة لحساب أحد المعلمين، ويكسب ثقته ويحقق من وراء العمل معه ثروة ضخمة تنقله إلى عالم الثراء، ويكتشف صلاح أن حبيبته إلهام التي بحث عنها بعد خروجه من السجن قد تزوجت من المعلم الكبير زهدي، يدور صراع بين صلاح وزهدي حول إلهام، يراقب البوليس صلاح الذي أثرى ثراء فاحشا، يحاول سعيد إقناع صلاح بالبعد عن طريق الإجرام، يفشل البوليس في القبض عليه، يطرده زهدى فينضم لعصابة عفت السكري، يترك سعيد العمل مع صلاح، وتفشل محاولة أعوان زهدي لقتل صلاح، يتم القبض على زهدي وعصابته، يتزوج صلاح من إلهام بعد طلاقها، تفشل إلهام في إقناع صلاح بترك هذا الطريق، أعوان عفت يداهمون منزل صلاح وسعيد إلا أنه يتغلب عليهم، يصاب سعيد، ويستمر صلاح في طريق الإجرام.

## طاقم التمثيل
- نور الشريف: (صلاح)
- نورا: (إلهام)
- علي الحجار: (سعيد)
- محمد الدفراوي: (زهدي)
- سلوى عثمان: (أمل)
- عزيزة حلمي: (والدة صلاح)
- سعيد طرابيك: (سويلم)
- سيد صادق: (شوقي)
- سامي عطايا: (المعلم عفت السكري)
- أحمد أبو عبية: (المعلم رجب)
- حسني عبد الجليل: (النص)
- حافظ الإبياري
- عثمان الحمامصي
- كوثر رمزي
- فؤاد فرغلي
- محمد أبو حشيش
- شكري منصور
- مطاوع عويس
- أحمد سامي عبد الله: (عم محمود)
- نصر سيف: (مانو)
- سيد علام: (ضابط شرطة)
- حمدي مرسي: (وهدان)

## فريق العمل
- إخراج: محمد عبد العزيز
- سيناريو وحوار: بسيوني عثمان
- مونتاج: رشيدة عبد السلام
- مدير التصوير: كمال كريم
- إنتاج: أوزوريس فيلم
- توزيع: أفلام مصر الجديدة
- موسيقى تصويرية: أحمد الحجار

## عن الفيلم
- الفيلم مأخوذ عن رواية Scarface عام 1929 تأليف الكاتب الأمريكى أرميتاغ تريل استندت إلى قصة حياة رجل العصابات الشهير آل كابوني، وقد تم تقديمها على شاشة السينما عام 1932 تحت نفس الاسم إخراج هاورد هوكس، ثم أعيد تقديمها عام 1983 تحت نفس الاسم إخراج براين دي بالما، وفي عام 1990 قدمت القصة تحت اسم «الإمبراطور» إخراج طارق العريان.

- كان اسم الفيلم قبل وأثناء التصوير (أحلام الفتى الشرير)، قبل أن يستقر فريق العمل على اسم (الفتى الشرير) قبل عرضه.

## وصلات خارجية
- مقالات تستعمل روابط فنية بلا صلة مع ويكي بيانات